# Sallèles-Cabardès
Sallèles-Cabardès – miejscowość i gmina we Francji, w regionie Oksytania, w departamencie Aude.
Według danych na rok 1990 gminę zamieszkiwało 115 osób, a gęstość zaludnienia wynosiła 17 osób/km² (wśród 1545 gmin Langwedocji-Roussillon Sallèles-Cabardès plasuje się na 787. miejscu pod względem liczby ludności, natomiast pod względem powierzchni na miejscu 917.).

## Zabytki
Zabytki w miejscowości posiadające status monument historique:
- Grotte du Gazel